# 美國國防部軍營超市管理處
國防部軍營超市管理處（英語：Defense Commissary Agency），成立於1990年、總部設於美國維吉尼亞州李堡基地，是美國國防部下轄機構，負責經營全球各地250家以上的軍人超級市場（Commissary）。這些超市提供食品、雜貨及家用品給美國各軍種的現役、預備役、退伍軍人及符合條件的軍人眷屬，價格平均比民間超市便宜30%左右

## 名稱
國防部軍營超市處管理的超市分店，在美國軍隊及監獄中意指販賣食品的商店，而該單字更原始的意思則是指負責軍需（軍糧、備用品）及兵員輸送的軍官。因此軍營超市管理處在中文亦譯作「國防物資局」、「國防部零售局」及「国防部给养局」等。

## 歷史
軍營超市帶給美軍軍人的優惠並非始於近代。由軍需部門販售商品給軍事人員的歷史，可追溯至1825年，當時派駐在特定基地的美國陸軍軍官已經可以以成本價購買日常用品；1841年，他們也可以購買日用品給自己的家人使用。
1867年，軍需用品賣店實質上進入現代化階段，服務對象已擴大至入伍士兵。不受地理限制影響，無論部隊位於戰區還是大都市附近，基地官兵都可以購買到軍方販售的用品。從一開始，軍賣店就包攬了營區內的零售服務，將民間廠商和攤販排除在外，使陸軍可以販售商品給自己的官兵。而其提供的食品也遠比一般軍糧更合乎衛生和健康，此外其透過銷貨收入，也補充了軍餉的資金來源。這種軍隊內成立商店、販賣物美價廉的食品給官兵、進而改善軍事人員福利的現代化概念至今已經存在了一百多年。。
軍中商店的發展和成長，大致上與零售雜貨工業的發展階段互相吻合。1868年份82項商品庫存單（82-item stock list of 1868）已經與民間雜貨店的存貨清單相去不遠。發展至今，一般美軍超市的行項清單中都有約11,000項貨品，最大型的超市又多了數千項。
同時，美軍商店的服務對象自發跡時期起也不斷增加。初期只有服役中的陸軍官兵可以消費、1879年起，退役軍人、後備役軍人和軍人配偶、子女亦開始享有這類優惠。而今天，美國海岸防衛隊、美國國民警衛隊的人員可以在全球任一美軍超市分店購物。
隨著美軍扮演的角色更重要、規模更龐大，美軍軍人市場也開始朝海外擴張。1898年美西戰爭宣戰前的三個禮拜，美國陸軍就依據對未來需求的估計，列出了海外開店的清單，而且在幾個月後進駐西班牙佔領地時投入實用。該年下半年，第一家海外軍營市場在菲律賓馬尼拉近郊開業，服務派遣到當地的美國佔領軍，並且憑藉與其他分店低廉的價格，在頭一年就售出價值總計4萬美元的商品。1900年完成平定義和團運動、佔領北京的「中國解救遠征」行動後，又在北京內開設了美軍市場，當年底還於天津設立在華第二家分店。之後，由於巨棒外交和門戶開放政策而使美國增加更多海外基地和駐兵，同樣類型的市場也在古巴、波多黎各、關島和夏威夷出現，在1903年美國開始鋪設運河的巴拿馬亦設置了數家美軍商店。
其他軍種亦開始仿效陸軍，依自身需要設立了賣店。美國海軍和美國海軍陸戰隊分別於1909年和1910年開設第一家軍人市場。而美國空軍軍人超市則在1947年，由原先的美國陸軍航空軍軍營超市延續而成。1970年代中期。每個軍種的軍人超市均有自己的管理部門，分別為陸軍部隊支援處（Army Troop Support Agency）、海軍零售系統支援署（Navy Resale System Support Office）、海軍陸戰隊勤務司令部軍營超市處（Commissary Section of the Marine Corps Services Command）及空軍軍營超市處（Air Force Commissary Service）

### 管理部門的整併
1989年，美國國會指示美國國防部對各軍種的軍營超市管理部門進行研究。由陸軍中將瓊斯（Lt. Gen. Donald E. Jones）主持的委員會在之後提出了一份報告，建議整併各軍種的超市管理系統，並成立一個新單位統一管轄，以改善服務、節省經費。1990年5月15日，國防部成立了軍營超市管理處，根據美國國防部副部長的備忘錄，這是冷戰後美軍裁軍期間，第一宗進行的國防部部門合併案。陸軍少將德雷斯卡（Maj. Gen. John P. Dreska）於同年7月出任首屆處長，同時由一個專業團隊管理過渡期各軍種超市部門的整併。1991年10月1日，國防部軍營超市管理處開始掌管所有的美軍超市。

## 現況
從19世紀誕生至今，美軍超市一直販賣著近乎成本價的商品。今日顧客在消費時，依據1952年美國國會的一項指令，尚需支付一筆附加費。1983年4月後，類似的附加費被定為消費額的5%，在提供更先進的商場設備時，可以節省納稅人所繳的金錢。與一般課稅不同，購物附加費直接回流至美軍超市，用於增闢分店、維持現有分店的營運或修繕，及添購新的賣場設備。
由於價格低廉，全球各地在美軍超市消費的官兵節省了約30%的購物費。在2010年，國防部超市管理處表示，根據消費者支出調查及美國農業部所做的統計，經常在商場購物可使每年4戶軍眷家庭節省約4,400美元的購物費。美軍各超市分店的每年總銷售額約為50億美元。
在數項調查當中，軍營超市一直被認為是美軍最好的福利項目之一。對年輕的軍眷家庭，尤其是派駐在高生活費都會區的美軍官兵而言，軍營超市是當地少數能使其收支平衡的消費場所。而為了節省購物官兵的消費，國防部軍營超市處必須投入2元，取代過去用於支持美軍超市項目的每1元納稅人金錢。
除了美軍超市外，基地販賣部（BX）也是美軍基地內的另一種商店類型。然而對於販售商品種類的區分，美軍超市和基地賣店兩大系統常常無法達成共識。根據估計，若此兩種軍中商店可以合併，每10年可以節省約90億美元。

## 外部連結

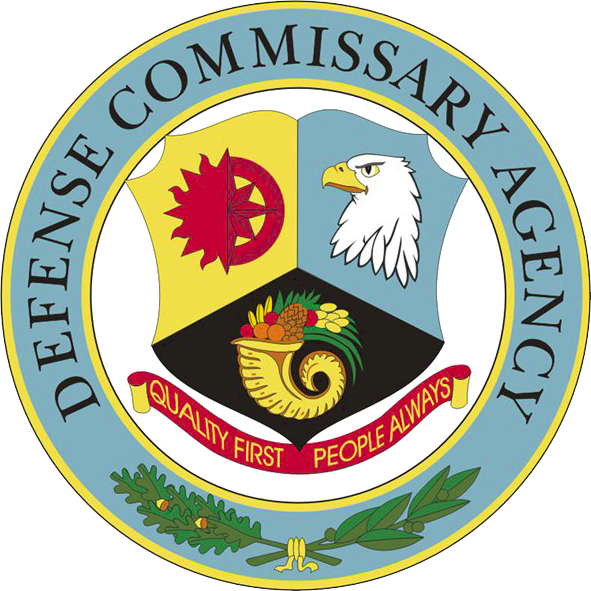
美國國防部軍營超市管理處標誌

- Defense Commissary Agency
- DeCA's Facebook page （页面存档备份，存于）